# Aleh Rabtsau
Aleh Rabtsau –en bielorruso, Алег Рабцаў– (Vítebsk, 20 de enero de 1994) es un deportista bielorruso que compite en gimnasia en la modalidad de trampolín.
Ganó ocho medallas en el Campeonato Mundial de Gimnasia en Trampolín entre los años 2015 y 2021, y siete medallas en el Campeonato Europeo de Gimnasia en Trampolín entre los años 2012 y 2021.

## Palmarés internacional
| Campeonato Mundial | Campeonato Mundial      | Campeonato Mundial | Campeonato Mundial |
| Año                | Lugar                   | Medalla            | Prueba             |
| ------------------ | ----------------------- | ------------------ | ------------------ |
| 2015               | Odense (Dinamarca)      | Medalla de bronce  | Equipo             |
| 2017               | Sofía (Bulgaria)        | Medalla de oro     | Sincronizado       |
| 2018               | San Petersburgo (Rusia) | Medalla de oro     | Sincronizado       |
| 2019               | Tokio (Japón)           | Medalla de oro     | Equipo             |
| 2019               | Tokio (Japón)           | Medalla de plata   | Sincronizado       |
| 2021               | Bakú (Azerbaiyán)       | Medalla de oro     | Equipo             |
| 2021               | Bakú (Azerbaiyán)       | Medalla de oro     | Sincronizado       |
| 2021               | Bakú (Azerbaiyán)       | Medalla de bronce  | Individual         |
| Campeonato Europeo |                         |                    |                    |
| Año                | Lugar                   | Medalla            | Prueba             |
| 2012               | San Petersburgo (Rusia) | Medalla de plata   | Equipo             |
| 2014               | Guimarães (Portugal)    | Medalla de bronce  | Equipo             |
| 2018               | Bakú (Azerbaiyán)       | Medalla de oro     | Equipo             |
| 2018               | Bakú (Azerbaiyán)       | Medalla de oro     | Sincronizado       |
| 2021               | Sochi (Rusia)           | Medalla de oro     | Individual         |
| 2021               | Sochi (Rusia)           | Medalla de oro     | Equipo             |
| 2021               | Sochi (Rusia)           | Medalla de oro     | Sincronizado       |